# Садовский, Йозеф
Йозеф Садовский (пол. Józef Sadowski; 1689—1749) — дворянин, иезуит; регент папского алумната при виленской академии в 1728 и 1736 годах, ректор несвижского коллегиума (1732—1735), ректор виленской Академии и университета Общества Иезуитов (1738—1741), профессор, доктор теологии и канонического права.

## Биография
Представитель литовского магнатского рода Садовские из Гедиминовичей герба Любич. Сын Рейнхольда Садовского, каштеляна брест-литовского и Кристины (Катерины Людовики) Поцей, дочки Адама Поцея, стольника брест-литовского.
По окончании обучения в иезуитских школах в Брест-Литовске, изучал полтора года философию в Виленской академии. 15 декабря 1707 года вступил в орден иезуитов. Два года был послушником при костёле св. Игнация в Вильно (1707—1709). Изучал философию (1710—1713) и теологию (1713—1717). В 1716 году в Вильно получил сан священника. Впоследствии обучал риторике в Гродно (1717—1718) и Пултуске (1718—1719), а также философии в Варшаве (1719—1721). В академии в Вильно получил степень магистра философии и гуманитарных наук, возглавил кафедру этики и политики. В 1723—1724 годах изучал духовность и право в Несвиже.
В 1724 года в Вильно стал профессором философии и преподавал логику, физику и метафизику (1724—1727), исполнял обязанности секретаря академии и управлял средними школами (1725—1727). В 1727 году в академии получил степень доктора теологии и возглавил кафедру схоластической теологии и приступил к исполнению обязанностей декана факультета философии, а с 1729 года — декана факультета теологии.
С 1732 года в течение трёх лет исполнял обязанности ректора коллегиума Святого Михала в Несвиже. После возвращения в Вильно в 1735 году снова возглавил факультет права. В 1736 году получил степень доктора канонического права и был назначен вице-канцлером академии, а также возглавил Папский Алумнат.
После пожара в начале июня 1737 года, когда сгорела часть костёла Святого Иоанна, здания академии и Алумната, Йозеф Садовский приступил в восстановлению Алумната, а полученную от родного брата Игнация Садовского, старосты слонимского, одну тысячу польских злотых отдал на реставрацию академии. С 14 сентября 1738 года приступил к исполнению обязанностей ректора академии. В 1739 году ввёл в программу обучения историю, как обязательный предмет, в то же время был противником ввода других новых предметов обучения на философском факультете. Модернизовал типографию в академии. Под управлением Йозефа Садовского материальная база академии находилась в хорошем состоянии.
С 24 сентября 1741 года до 1745 года управлял литовской провинцией. После возвращения в Вильно — начальник дома профессоров при костёле Св. Казимира (1745—1748), а затем ректор монастыря третьего испытательного срока при костёле св. Рафаила (1748—1749).
Умер 23 марта 1749 года в Вильно.